# Monastero di Daphni
Il monastero di Daphni o Daphnion (in greco: Δάφνι o Δάφνιον), anche Dafni, è un edificio che si trova 11 chilometri a nordovest di Atene, presso Chaidari. Il monastero è situato vicino all'omonima foresta, lungo la via sacra che conduceva ad Eleusi; la foresta si estende su di una superficie di poco meno di 20 chilometri quadrati e circonda un boschetto di alloro. "Daphni" è il nome greco moderno che significa "boschetto di alloro", derivato da Daphneion (Lauretum).
Il Monastero di Daphni, insieme ai famosi monasteri di Ossios Loukas vicino a Delfi e Nea Moni sull'isola di Chio, sono stati dichiarati Patrimonio dell'Umanità dall'UNESCO nel 1990 per il loro significativo valore storico e architettonico. Questi monasteri sono famosi come capolavori dell'architettura bizantina e sono particolarmente noti per i loro sontuosi mosaici interni a fondo oro.

## Storia

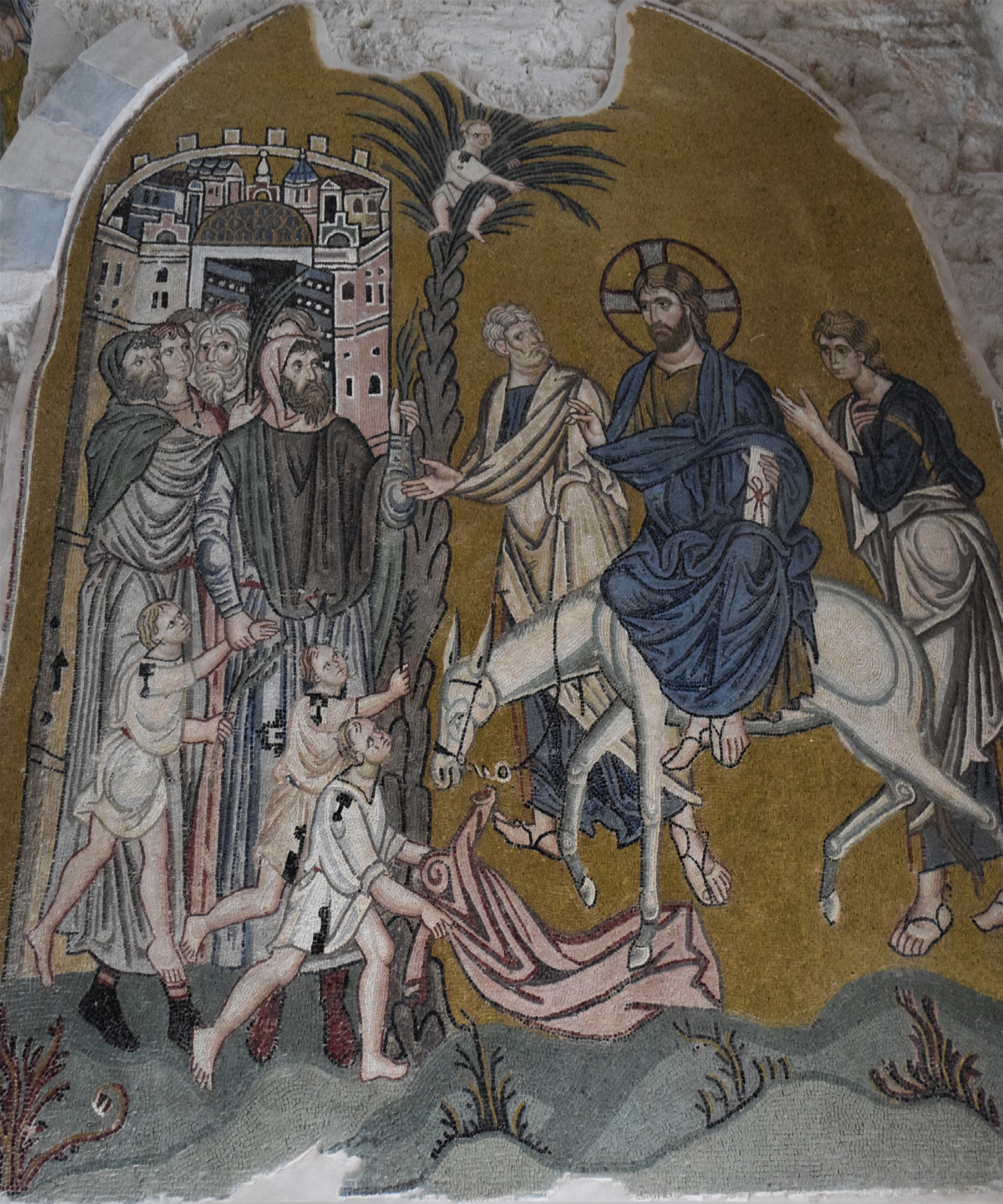
Un mosaico raffigurante l'ingresso trionfale a Gerusalemme all'interno del monastero.

Il monastero venne fondato agli inizi del VI secolo, cristianizzando il sito di un antico Santuario dedicato ad Apollo che era stato profanato dai Goti nel 395: per questo scopo vennero riutilizzate le colonne ioniche che sorreggevano il tetto del Tempio di Apollo. Di queste colonne oggi ne rimane in loco una sola: le altre sono state trasportate a Londra da Lord Elgin, (meglio conosciuto per aver preso i marmi del Partenone). Le colonne, le basi delle colonne e le sommità delle colonne del Santuario di Apollo sono in possesso del British Museum; attualmente non sono in mostra ma possono essere visti sul sito web del museo.
Il primo monastero fu costruito nello stile di un castello con una basilica al centro. Era fortificata con mura di cinta e piccole celle che di solito si trovavano proprio all'interno delle mura e utilizzate da monaci o monache. Le mura erano attaccate alla chiesa piuttosto che stare libere attorno al perimetro della proprietà e una delle colonne di Apollo è stata costruita nel muro meridionale della chiesa. Alcuni dei blocchi rettangolari di pietra porosa sono stati recuperati e utilizzati anche nel muro esterno occidentale della chiesa. Questo primo monastero cadde in decadenza quando la Grecia fu gravemente danneggiata in seguito alle invasioni dei barbari provenienti dal nord e dal mare nel IX e X secolo d.C.
Durante un periodo di rinnovata prosperità nell'XI e XII secolo, il Monastero di Dafni fu restaurato. Furono costruiti una nuova chiesa ottagonale, un refettorio e una cappella per il cimitero.

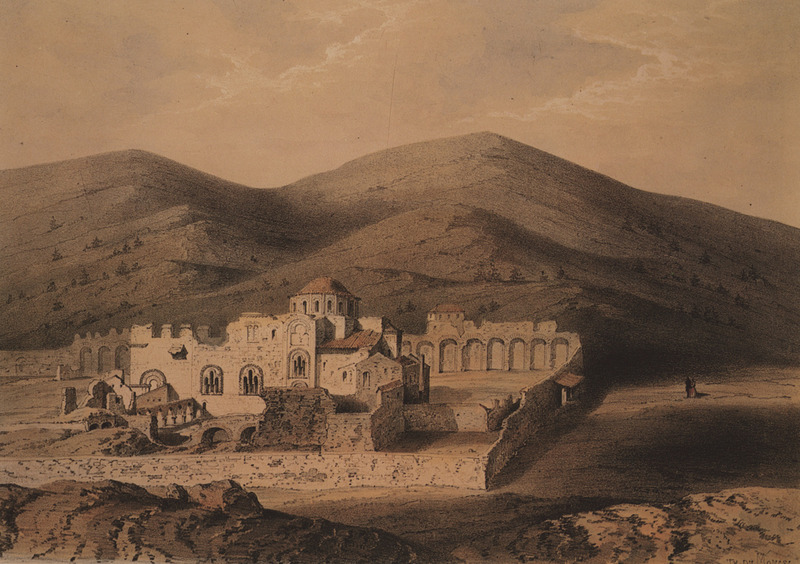
Il Monastero di Dafni, disegnato da Moncel Théodore (1843).

La vecchia basilica fu completamente demolita ad eccezione dei muri di cinta e delle celle della chiesa precedente che furono inglobate nella nuova chiesa. Tracce di antichi affreschi ritrovati sulle pareti mostrano un personaggio con fasce, forse l'imperatore Basilio II, che regge un cartiglio. L'artigianato utilizzato nella costruzione della chiesa suggerisce che Basilio II portò lavoratori da Costantinopoli.
La chiesa principale del monastero, costruita in stile bizantino nel corso dell'XI secolo, ha pianta ottagonale ed è sormontata da una cupola di notevoli dimensioni. Al suo interno sono conservati alcuni fra i più antichi mosaici del periodo dei Comneni, quando le immagini austere tipiche della dinastia macedone si stavano trasformando in uno stile più delicato, tipico della dinastia successiva.
Dopo che il monastero venne saccheggiato dai Crociati nel 1205, Otho de la Roche (Duca di Atene) lo donò all'abbazia cistercense di Bellevaux. I monaci francesi ricostruirono l'esonartece, circondarono il complesso monasteriale con un muro difensivo ed effettuarono numerose altre modifiche. Sarebbe rimasto come monastero cistercense per 250 anni; Othon de la Roche e Gautier de Brienne furono sepolti lì. I monaci circestensi vennero scacciati dagli Ottomani nel 1458. Lentamente la costruzione cadde in rovina. Le autorità ottomane abbandonarono il luogo nel 1821 ma i restauri non iniziarono fino al 1888.
Nel 1999 un violento terremoto lo danneggiò pesantemente e per questo motivo il monastero è stato a lungo chiuso al pubblico per consentire i restauri. Oggi è nuovamente visitabile anche se con limitazioni.

## I mosaici
Al nome del monastero di Daphni si lega uno degli esiti più significativi dell'arte musiva di età comnena, collocabile alla metà del XII secolo e caratterizzato da un recupero di caratteri stilistici classicisti, che mostrano ricerca di armonia compositiva, equilibrio cromatico, forme plastiche ben strutturate. Il programma segue quello canonico bizantino, con il Pantocrator sulla volta della cupola, profeti nel tamburo della cupola, la Vergine Platytera con due arcangeli sul catino absidale, quattro delle Grandi Feste del calendario bizantino (Annunciazione, Natività, Battesimo, Trasfigurazione) e altre scene della vita del Cristo nel naos, insieme alla Nascita della Vergine e scene della vita della Vergine e della Passione. Non mancano indicazioni dinamiche dei corpi, secondo il tipico linguaggio comneno, che peraltro avviano gli sviluppi stilistici del XII secolo e dell'età protopaleologa.
L'interno del Monastero di Dafni presenta un elegante gioco di spazi e luce con le finestre alla base della cupola che illuminano lo spazio verticale sovrastante; man mano che lo spazio diventa più alto, diventa anche più luminoso. Questa luce graduata esalta le tessere radianti a fondo oro utilizzate per creare la notevole qualità dei mosaici. L'artista sconosciuto risale al primo periodo dei Comneni (1100 circa). L'ampio assortimento di tonalità colorate delle tessere di vetro valorizza ulteriormente i mosaici. Diversi studi importanti sono stati condotti sulla composizione del vetro utilizzato nelle tessere di questi mosaici, in quanto il colore insolitamente brillante delle tessere a fondo oro e la profonda brillantezza dei colori si combinano con importanti qualità stilistiche per rendere questi mosaici unici. Uno dei fattori che identifica i mosaici provenienti da diverse aree è la varianza del vetro utilizzato. Il vetro può essere lavorato localmente o importato da altre aree; nel caso di Daphni, si ritiene che il vetro sia stato creato in loco. Questo gruppo di mosaici è considerato uno dei cicli musivi più importanti e meglio conservati di questo periodo. Esse testimoniano le concezioni iconografiche e stilistiche formulate al termine della crisi iconoclasta (843 d.C.) dalla Chiesa di Costantinopoli. La decorazione mostra una rigida coerenza nella distribuzione dei soggetti caratteristica dell'arte costantinopolitana.

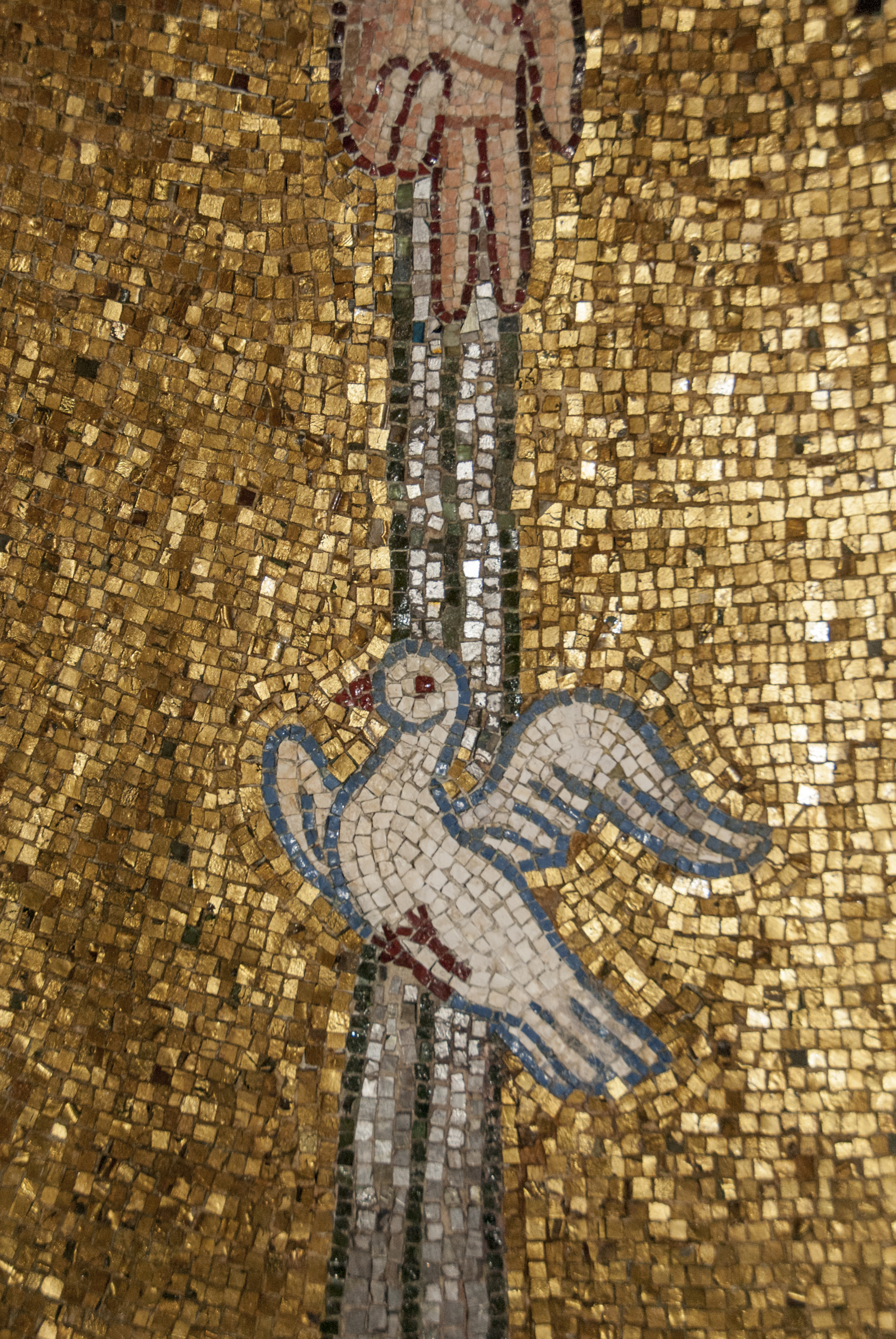
Mosaico raffigurante lo Spirito Santo e la Mano di Dio.

Nella teologia bizantina, l'edificio della chiesa era un simbolo dell'universo cristiano, destinato a riflettere lo splendore del cielo. Un programma standardizzato nelle chiese bizantine stabiliva l'ordine in cui erano disposte le rappresentazioni. I personaggi più sacri erano raffigurati nella cupola e nell'abside, mentre al di sotto le scene della cupola erano disposte dai livelli più alti a quelli più bassi in base al loro livello di importanza religiosa.
I visitatori della chiesa sono immediatamente attratti dal più importante e famoso dei mosaici: il Cristo Pantocratore (Signore dell'Universo) che veglia su tutti dalla corona della cupola. È raffigurato con un volto severo e uno sguardo minaccioso con solo la testa e le spalle mostrate. Questo medaglione è riconosciuto come rappresentante di eccezionale qualità artistica: è stato descritto come "una delle più grandi creazioni artistiche" e "di tutti i Pantocratori nelle terre bizantine, da Kiev a Cefalù, questo è il più maestoso e convincente".

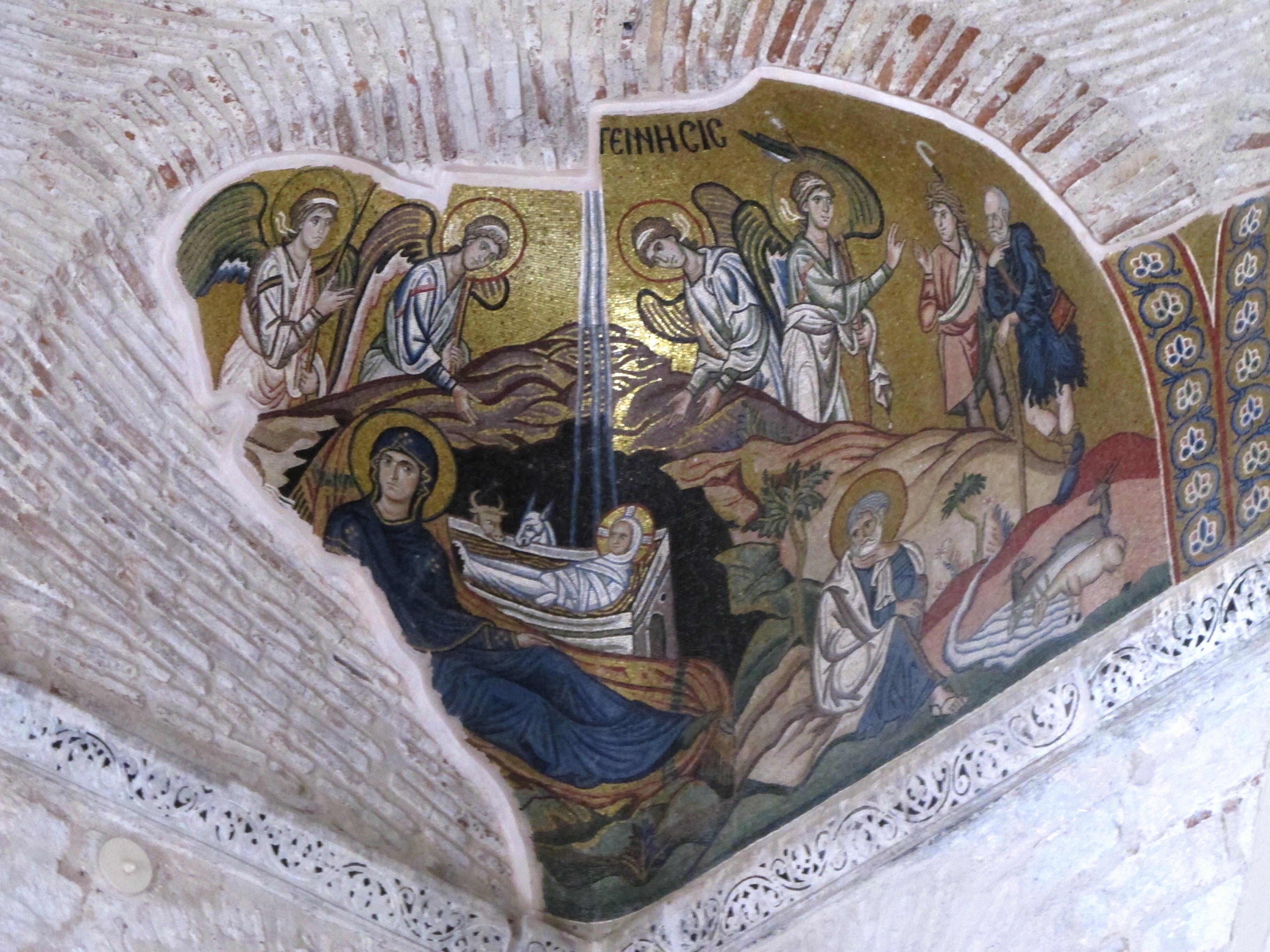
La Natività di Gesù.

Cristo indossa una veste di porpora e un mantello blu, è il Re dei Re e mostra forza, austerità e potere. L'artista ha creato un disegno audace e realistico, eseguito con mezzi molto semplici. Le sopracciglia sono mostrate con un forte arco per accentuare le linee verticali e il lungo naso che si interseca con le linee orizzontali dell'aureola per creare una croce simbolica. Diversi studi sono stati condotti nel tentativo di determinare se siano state apportate modifiche significative durante i restauri all'aspetto del mosaico del Cristo Pantocratore, ma c'è un accordo generale sul fatto che i cambiamenti non siano stati significativi. Cristo è circondato da sedici Profeti alla base della cupola, tra le finestre che illuminano Cristo come figura dominante nella chiesa. I profeti indossano abiti antichi e tengono in mano una pergamena contenente un testo che proclama la gloria di Cristo o la Seconda Venuta.

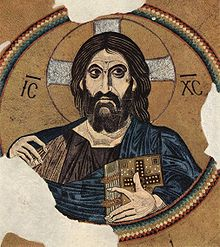
Cristo Pantocratore.

Sui pennacchi sono raffigurate quattro scene della vita di Cristo. La scena della Crocifissione mostra tre figure: Cristo in croce, con Maria e San Giovanni ai piedi della croce, uno per lato. Le figure sono disposte a forma di triangolo sullo sfondo dorato vuoto. Ogni figura è separata e unificata con le altre figure. Questa disposizione equilibrata è simile al modo in cui gli scultori greci collocavano le loro figure nei frontoni dei templi. La figura di San Giovanni è raffigurata in posizione curva, con il peso su una gamba sola, posa utilizzata dagli scultori greci. Il corpo di Cristo è raffigurato in uno stile classico e atletico, ma a differenza della scultura greca, l'anatomia non è fedele alla vita. I volti di San Giovanni e della Madonna hanno la piattezza e le linee pesanti dello stile bizantino, ma esprimono la calma delle statue greche.

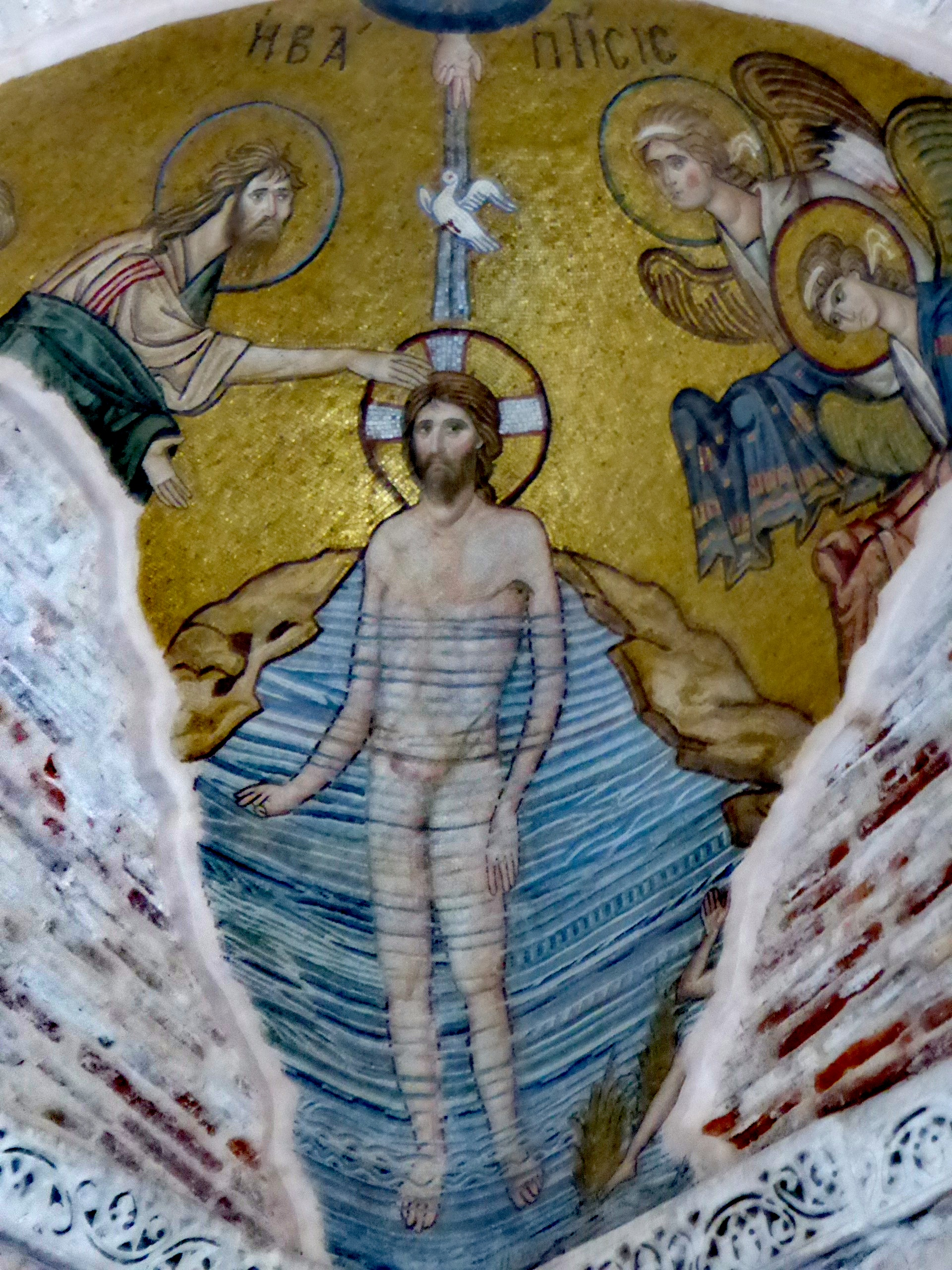
Il Battesimo di Gesù.

Secondo l'Encyclopædia Britannica, "l'insieme rappresenta una visualizzazione del cosmo cristiano, il cui effetto è creato da un'intricata interazione di immagini e architettura. Lo spazio infatti fonde la decorazione in un'unica gigantesca immagine, in cui il sovrano, salutato dai profeti che lo circondano, presiede nella sua sfera sopra la schiera dei santi che popolano la parte inferiore della stanza".
Altri importanti mosaici includono: Preghiere di Gioacchino e Anna, Annunciazione di Gioacchino, La Vergine con Anna, Il lavacro dei discepoli, Cristo nell'Ultima Cena, La Crocifissione, La Resurrezione, Dormizione della Madre di Dio, Angelo per ricevere la Madre di Dio, Profeta Sofonia, San Bacco.

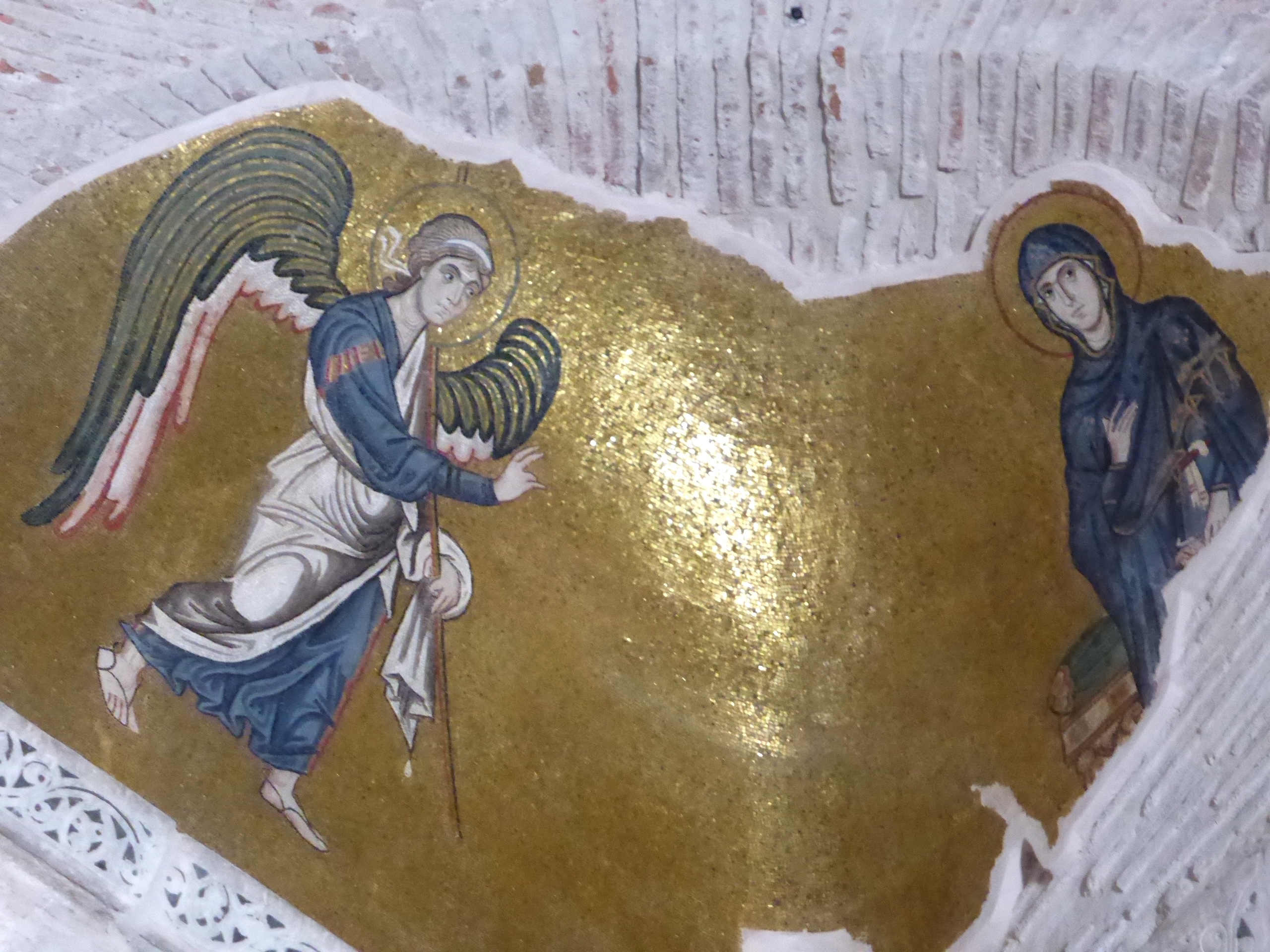
Raffigurazione dell'Annunciazione, tra cui Maria e l'arcangelo Gabriele.

L'arte bizantina spesso sopravvive come arte ecclesiastica. Il Monastero di Dafni fu costruito durante un periodo di rinascita della cultura e dell'arte e di ritorno alle tradizioni classiche. Le figure dei mosaici sono rappresentate in modo più naturalistico e si fondono più agevolmente con l'ambiente circostante. La decorazione del monastero si ispira allo spirito dei tempi. I volti sono smaterializzati, ausressioni impassibili. I corpi sono pesanti e rigidi, caratteristiche comuni nel raffigurare le icone dei Vescovi, dei Monaci e dei Martiri. La prospettiva pittorica, gli stili e i gesti delle figure, la modellazione delle figure insieme alla semplicità del disegno e l'abbagliante splendore dei colori che si riflettono dalle tessere d'oro e d'argento distinguono i mosaici Dafni tra i mosaici dell'XI e XII secolo come esemplari particolarmente grandiosi dell'arte bizantina in generale.